# María Belén Aramburu
María Belén Aramburu (1 de agosto de 1962) es una periodista, licenciada en Ciencias Políticas y conductora de radio y televisión argentina.

## Biografía
Comenzó a trabajar en televisión en 1987, desde entonces ha conducido (coconductora) gran cantidad de programas, como el recordado ciclo 360 todo para ver, que se emitía por canal 13, entre 1990 y 1993. De sus programas en radio, se destaca el magazine La ventana en el año 2001 por Radio Continental. De 2009 a noviembre de 2013 condujo el ciclo Tarde a tarde por la señal de noticias C5N.

## Televisión
| Año       | Programa                                       | Canal            |
| --------- | ---------------------------------------------- | ---------------- |
| 1990-1993 | 360, todo para ver                             | Canal 13         |
| 1991      | Premios Martín Fierro                          | Canal 13         |
| 1994      | Fer Play                                       | Telefe           |
| 1996      | El espejo                                      | Canal 9 Libertad |
| 1997      | Esta mañana                                    | ATC              |
| 1997      | Diálogo abierto                                | Utilísima        |
| 2000      | Cuidando a tu bebé                             | América TV       |
| 2001-2003 | Siempre así                                    | Canal 7          |
| 2002      | Premios Martín Fierro junto a Gustavo Lutteral | Canal 7          |
| 2003      | Diariamente                                    | Canal 7          |
| 2003-2004 | Ella dice, Él dice                             | Canal 7          |
| 2005      | Crónicas picantes                              | América TV       |
| 2005      | Noticiero de 7 a 10                            | A24              |
| 2009-2010 | El diario de la tarde                          | A24              |
| 2010      | ESE                                            | Metro            |
| 2010-2013 | Tarde a tarde                                  | C5N              |
| 2013-2015 | El finde                                       | C5N              |
| 2015-2016 | Morfi, todos a la mesa                         | Telefe           |
| 2016      | La noticia del día                             | C5N              |
| 2017-2019 | Nos vemos                                      | C5N              |
| 2019-2020 | Minuto a minuto:Fin de semana                  | C5N              |

## Radio
- La ventana (2001) Radio Continental, AM 590
- SNZ (2005) Fm La Isla, FM 89.9
- Despertate (2006) Radio Belgrano, AM 950

## Galardones
El 23 de  junio del 2012 le fue otorgada la estatuilla "Los notables de la comunidad" de la ciudad de Lujan.
El 28 de octubre del 2012 recibió el Premio Martín Fierro de cable a la labor de Mejor conductora, por su programa Tarde a tarde , emitida por C5N.